# Blå martorn
Blå martorn (Eryngium amethystinum) är en växtart i släktet martornar och familjen flockblommiga växter. Den beskrevs av Carl von Linné 1753.
Arten är en perenn ört som förekommer vilt i Italien och på västra Balkan men som även odlas som prydnadsväxt i andra delar av världen. Den finns rapporterad som förvildad på Brittiska öarna, i Tyskland och i forna Tjeckoslovakien.

## Varieteter
Arten har tre varieteter:
- Eryngium amethystinum var. amethystinum
- Eryngium amethystinum var. tenuifolium
- Eryngium amethystinum var. transiens